# Het elssyndroom
Het elssyndroom is een sciencefictionverhaal van de Vlaming Dirk Vermiert. Het was het elfde verhaal in de verhalenbundel Ganymedes 4, uitgegeven door A.W. Bruna Uitgevers. Die verhalenbundel kwam tot stand door het inzenden van lezers en andere liefhebbers van het genre, die weleens een eigen verhaal op papier wilden zetten. Vermiert is voornamelijk acteur, maar schreef ook wel toneelstukken en dus sciencefictionverhalen.

## Het verhaal
Het elssyndroom is een aanduiding voor wat wordt gezien als een gedrag dat verboden is. Het geldt volgens “artikel 287” voor intergalactische relaties, tussen twee galactische opvoedingen. Voor de handhaving van die wet is Spiopol opgericht, die al het galactisch verkeer tussen personen in de gaten houden. Bij geconstateerde overtredingen wordt direct de doodstraf toegepast. In dit geval Dirk met zijn “Els”. 